# Diplopterys mexicana
Diplopterys mexicana är en tvåhjärtbladig växtart som beskrevs av B. Gates. Diplopterys mexicana ingår i släktet Diplopterys och familjen Malpighiaceae. Inga underarter finns listade i Catalogue of Life.